# Arthur Wint
Arthur Stanley Wint (Plowden, Manchester, Jamaica, 25 mei 1920 – Linstead, Saint Catherine 19 oktober 1992), bijgenaamd Gentle Giant of Bumpy, was de eerste Jamaicaanse atleet, die gespecialiseerd was in de sprint en de middellange afstand. Hij won Jamaica's eerste olympische medaille door zijn winst op de Olympische Spelen van 1948 op de 400 m.

## Biografie
Arthur Wint werd in 1937 verkozen tot Jamaicaans jeugd atleet van het jaar. Zijn eerste medaille op een internationale wedstrijd won hij in 1938 op de Centraal-Amerikaanse en Caribische Spelen op de 800 m. In 1942 ging hij bij de Royal Air Force en verbeterde daar het 400 m record. Tijdens de Tweede Wereldoorlog werd hij naar Groot-Brittannië gestuurd om daar te dienen als piloot. Hij verliet de Royal Air Force in 1947 om als medisch student te dienen bij het St Bartholomew's Hospital.
In 1948 maakte hij zijn olympische debuut op de Spelen van Londen. Hierbij nam hij deel aan de 400 m, 800 m en de 4 x 400 m estafette. Op de 400 m won hij een gouden medaille door met een tijd van 46,2 zijn landgenoot Herb McKenley (zilver; 46,4) en de Amerikaan Mal Whitfield (brons; 46,9) te verslaan. Op de 800 m won hij een zilveren medaille. Met een tijd van 1.49,5 eindigde hij achter de Amerikaan Mal Whitfield en voor de Fransman Marcel Hansenne, die met het brons naar huis ging. Bij het estafettelopen nam hij deel met zijn teamgenoten George Rhoden, Leslie Laing en Herb McKenley, maar won hierbij geen medaille.
Vier jaar later op de Olympische Spelen van Helsinki moest hij op de 800 m opnieuw genoegen nemen met een zilveren plak achter Mal Whitfield. Op de 4 x 400 m estafette won hij met zijn teamgenoten Leslie Laing, Herb McKenley en George Rhoden een gouden medaille met een verbetering van het wereldrecord tot 3.03,9. De estafetteploegen uit de Verenigde Staten en Duitsland wonnen respectievelijk het zilver (3.04,0) en brons (3.06,6).
Zijn laatste wedstrijd liep hij in 1953 in het Wembley Stadion. Hij rondde zijn stage af en studeerde af als arts en werd het volgende jaar benoemd tot Lid in de Orde van het Britse Rijk door Koningin Elizabeth II. In 1955 keerde hij terug naar Jamaica en vestigde zich uiteindelijk als enige huisarts in de parish Hanover. Hij werd opgenomen in diverse Hall of Fame's. Hij stierf op 72-jarige leeftijd in Linstead.

## Titels
- Olympisch kampioen 400 m - 1948
- Olympisch kampioen 4 x 400 m - 1952
- Black Athlete’s Hall of Fame in the US - 1977
- Jamaica Sports Hall of Fame - 1989
- Central American & Caribbean Athletic Confederation Hall of Fame - 2003

## Wereldrecord
- 4 x 400 m estafette - 3.03,9 (Helsinki, 27 juni 1952)

## Palmares

### 400 m
- 1946:  Centraal-Amerikaanse en Caribische Spelen - 48,0 s
- 1948:  OS - 46,2 s
- 1952: 5e OS - 47,0 s

### 800 m
- 1938:  Centraal-Amerikaanse en Caribische Spelen - 1.56,3
- 1946:  Centraal-Amerikaanse en Caribische Spelen - 1.54,8
- 1948:  OS - 1.49,5
- 1952:  OS - 1.49,63

### 400 m horden
- 1948:  Centraal-Amerikaanse en Caribische Spelen

### 4 x 400 m estafette
- 1948: DNF OS
- 1952:  OS - 3.03,9 (WR)

1896: Thomas Burke ·
1900: Maxey Long ·
1904: Harry Hillman ·
1908: Wyndham Halswelle ·
1912: Charles Reidpath ·
1920: Bevil Rudd ·
1924: Eric Liddell ·
1928: Ray Barbuti ·
1932: Bill Carr ·
1936: Archie Williams ·
1948: Arthur Wint ·
1952: George Rhoden ·
1956: Charlie Jenkins ·
1960: Otis Davis ·
1964: Mike Larrabee ·
1968: Lee Evans ·
1972: Vince Matthews ·
1976: Alberto Juantorena ·
1980: Viktor Markin ·
1984: Alonzo Babers ·
1988: Steve Lewis ·
1992: Quincy Watts ·
1996: Michael Johnson ·
2000: Michael Johnson ·
2004: Jeremy Wariner ·
2008: LaShawn Merritt ·
2012: Kirani James · 
2016: Wayde van Niekerk · 
2020: Steven Gardiner · 
2024: Quincy Hall
1912: Sheppard, Lindberg, Meredith, Reidpath ·
1920: Griffiths, Lindsay, Ainsworth-Davis, Butler ·
1924: Cochran, Helffrich, MacDonald, Stevenson ·
1928: Baird, Alderman, Spencer, Barbuti ·
1932: Fuqua, Ablowich, Warner, Carr ·
1936: Wolff, Rampling, Roberts, Brown ·
1948: Harnden, Bourland, Cochran, Whitfield ·
1952: Wint, Laing, McKenley, Rhoden ·
1956: Jenkins, Jones, Mashburn, Courtney ·
1960: Yerman, Young, G. Davis, O. Davis ·
1964: Cassell, Larrabee, Williams, Carr ·
1968: Matthews, Freeman, James, Evans ·
1972: Asati, Nyamau, Ouko, Sang ·
1976: Frazier, Brown, Newhouse, Parks ·
1980: Valiulis, Linge, Tsjernetski, Markin ·
1984: Nix, Armstead, Babers, McKay ·
1988: Everett, Lewis, Robinzine, Reynolds ·
1992: Valmon, Watts, Johnson, Lewis ·
1996: Harrison, Smith, Mills, Maybank ·
2000: Bada, Chukwu, Monye, Udo-Obong  ·
2004: Harris, Brew, Wariner, Williamson ·
2008: Merritt, Taylor, Neville, Wariner ·
2012: Brown, Pinder, Mathieu, Miller ·
2016: Hall, McQuay, Roberts, Merritt ·
2020: Cherry, Norman, Deadmon, Benjamin ·
2024: Bailey, Norwood, Deadmon, Benjamin
- World Athletics: 14354905
- International Standard Name Identifier: 0000 0003 7987 1185
- Library of Congress Control Number: n2012049907
- Nationale Bibliotheek van Israël: 987007332197405171
- Nederlandse Thesaurus van Auteursnamen: 339521244
- Virtual International Authority File: 258924487
- WorldCat: E39PBJwtktBr6kBDYw6bf7ppT3